# Rhynchospora subsetosa
Rhynchospora subsetosa är en halvgräsart som beskrevs av Charles Baron Clarke. Rhynchospora subsetosa ingår i släktet småag, och familjen halvgräs. Inga underarter finns listade i Catalogue of Life.